# Euphausia hanseni
Euphausia hanseni is een krillsoort uit de familie van de Euphausiidae. De wetenschappelijke naam van de soort is voor het eerst geldig gepubliceerd in 1915 door Zimmer.